# Alba (Italië)
Alba is een stad en gemeente in het zuiden van de Italiaanse regio Piëmont, in de provincie Cuneo. De stad ligt op de rechter oever van de rivier de Tanaro en wordt omgeven door heuvels die bedekt zijn met wijngaarden. Waarschijnlijk is Alba van Keltische of Ligurische oorsprong. De Romeinen doopten de stad in 89 voor Christus Alba Pompeia.
Het centrum van Alba wordt gedomineerd door vijf 14e-eeuwse torens; enkele behoorden ooit toe aan de nobele families van de stad. Andere bezienswaardigheden in de stad zijn de bakstenen kathedraal uit de 15e eeuw, de 13e-eeuwse kerk San Domenico en het recentelijk gerestaureerde Palazzo Comunale.
Alba is bekend om zijn witte truffels. Ieder jaar wordt er in de stad een truffelbeurs gehouden. In de stad is ook het hoofdkantoor van Ferrero gevestigd, bekend van producten als Nutella, Mon Chéri en Ferrero Rocher.

## Geboren
- Michelangelo Abbado (1900-1979), violist en componist
- Giovanni Coppa (1925-2016), geestelijke en kardinaal
- Luigi Ambrosio (1963), wiskundige
- Diego Rosa (1989), wielrenner

## Foto's

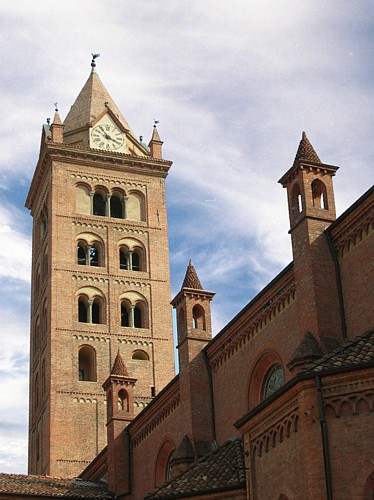
Kathedraal
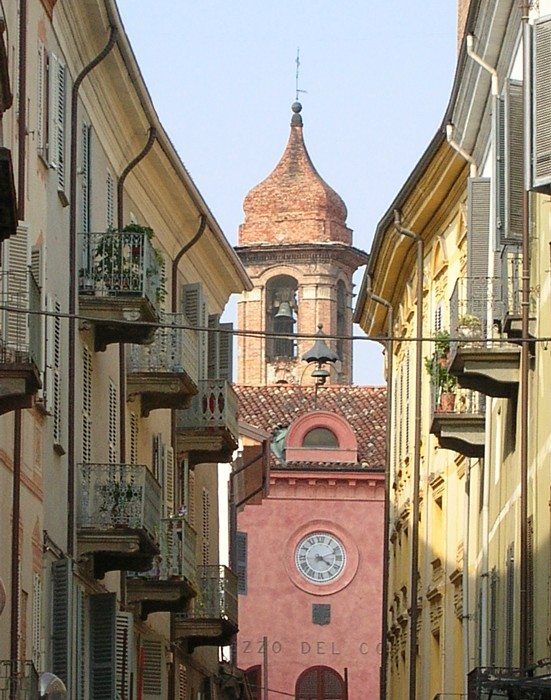
Palazzo Comunale